# Ezzonides
Les Ezzonides (ou Ezzonen) étaient une dynastie de Lotharingie datant du IXe siècle. Au faîte de leur puissance au XIe siècle par leur alliance avec la dynastie ottonienne des empereurs du Saint Empire, ils dominèrent la région du Rhin pendant plus d'un siècle.
Ils furent ainsi nommés d'après Ezzon, le plus puissant représentant de la dynastie. Comtes palatins de Lotharingie, ducs de Souabe, de Carinthie ou de Bavière, et malgré leurs exploits militaires pour le compte des empereurs germaniques, les Ezzonides ne réussirent pas à créer une entité territoriale distincte en Lotharingie.

## Origine
Les Ezzonides apparaissent en 866 avec Erenfried I. Bien qu'il ait pu avoir des ancêtres carolingiens, les historiens favorisent une descendance des anciens rois de Thuringe. L'ascension politique de la dynastie fut historiquement évidente par le nombre de comtés qu'elle acquit durant la seconde moitié du Xe siècle.
- Erenfried I (866-904), comte en Bliesgau, Keldachgau, Bonngau et de Charmois. Il épousa Aldegonde de Bourgogne (860–902), fille de Conrad II, duc de Bourgogne Transjurane, comte d'Auxerre, et de Judith de Frioul. Ils eurent trois enfants :
  - Eberhard Ier, comte en Bonngau, Keldachgau et Zulpichgau. Il eut trois enfants :
    - Hermann Ier comte en Auelgau (922/48), qui eut deux enfants : 
      - Eberhard II comte en Auelgau (meurt en 966), et
      - Gottfried comte en Auelgau (966/70).

    - Erenfried II comte en Zülpichgau (942), Keldachgau, Bonngau (945), en Hattuariergau (947), Tubalgau (948), et en Hubbelrath (950); également comte du comté belge de Huy, vidame de l'abbaye de Stavelot. Il épousa Richwara de Zulpichgau (morte le 10 juillet 963) et eut pour descendance :
      - Hermann Ier, comte palatin de Lotharingie (voir ci-dessous).
      - Richwara de Zulpichgau (née en 940, morte en 980), qui épouse (saint) Léopold Ier « l'Illustre » d'Autriche, marquis de l'Ostmark (976);
      - Erenfried, abbé de Gorze (fl. 999).;

    - Dietrich, comte en la Drente et en Salland, comte de Hamaland (meurt avant 964). Il épousa Amalrada de Hamaland;

  - Hermann Ier (de), archevêque de Cologne de 890 à 924, et chancelier du roi Zwentibold de Lorraine; et
  - Ermenfried.

Les Ezzonides dirigèrent la plupart des comtés de la région du Rhin, et se virent finalement attribuer la charge de comtes palatins sur les autres comtés de la région.

## Comtes Palatins de Lotharingie
- Hermann Ier comte palatin de Lotharingie de 966 à 996, et comte de Bonngau, Eifelgau, Mieblgau, Zulpichgau, Keldachgau, Alzey et Auelgau (de), de 945 jusqu'à sa mort.
- Ezzon (Erenfried), son fils, comte palatin de Lotharingie de 1020 à 1034. Ayant épousé Mathilde, fille de l'Empereur Otton II du Saint-Empire et Théophano Skleraina, Ezzon devint l'un des seigneurs les plus puissants de l'Empire sous le règne de son beau-frère, l'empereur Otton III. Candidat au trône impérial, il n'y renonça que contre l'attribution de fiefs immenses (Kaiserswerth, Duisbourg, et Saalfeld). Il fonda l'abbaye de Brauweiler;

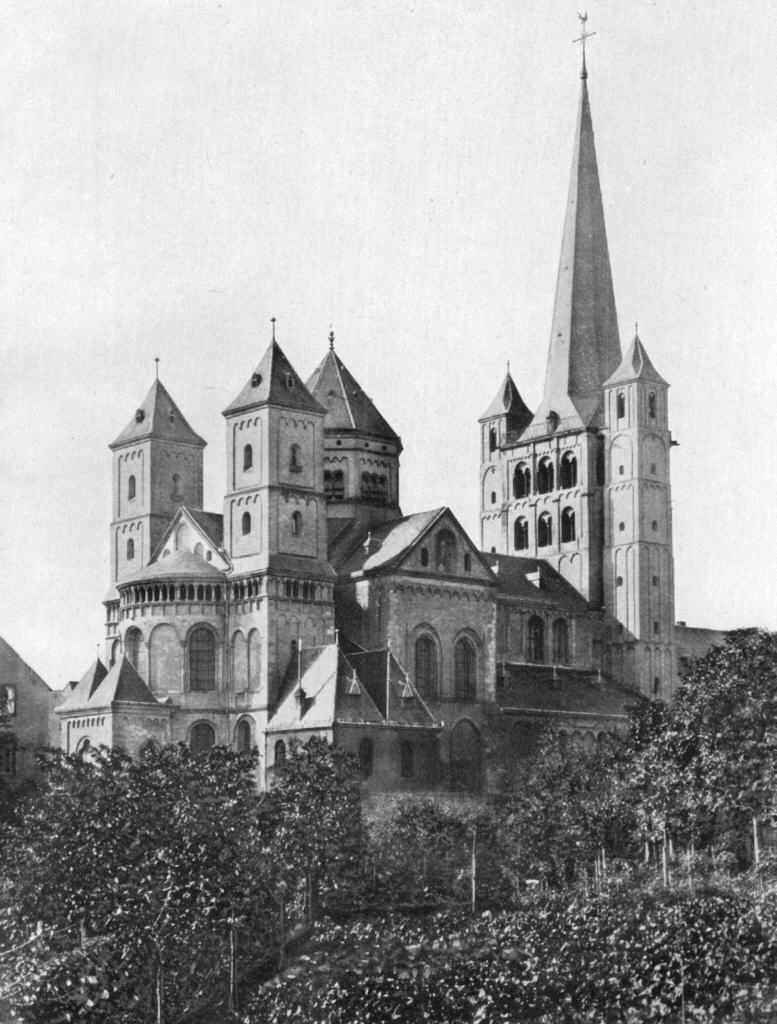
L'abbaye de Brauweiler fondée par Ezzon, comte palatin de Lotharingie.

- Otto, son fils, comte palatin de Lorraine de 1035 à 1045, puis duc de Souabe. En 1045, Henry III, roi de Germanie et duc de Souabe, offrit ce dernier titre à Otto en échange d'un retour des territoires de Kaiserswerth et Duisbourg à la couronne. Otto transmit le palatinat à son neveu Henri;

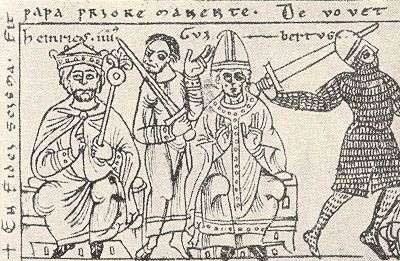
Le couronnement d'Henri IV, empereur germanique (gauche) par l'antipape Clément III (centre-droit). Entre eux se trouve l’écuyer tranchant Hermann II de Lotharingie, comte palatin. Chronique d’Othon de Freising, Codex Jenensis Bose q.6 (1157).

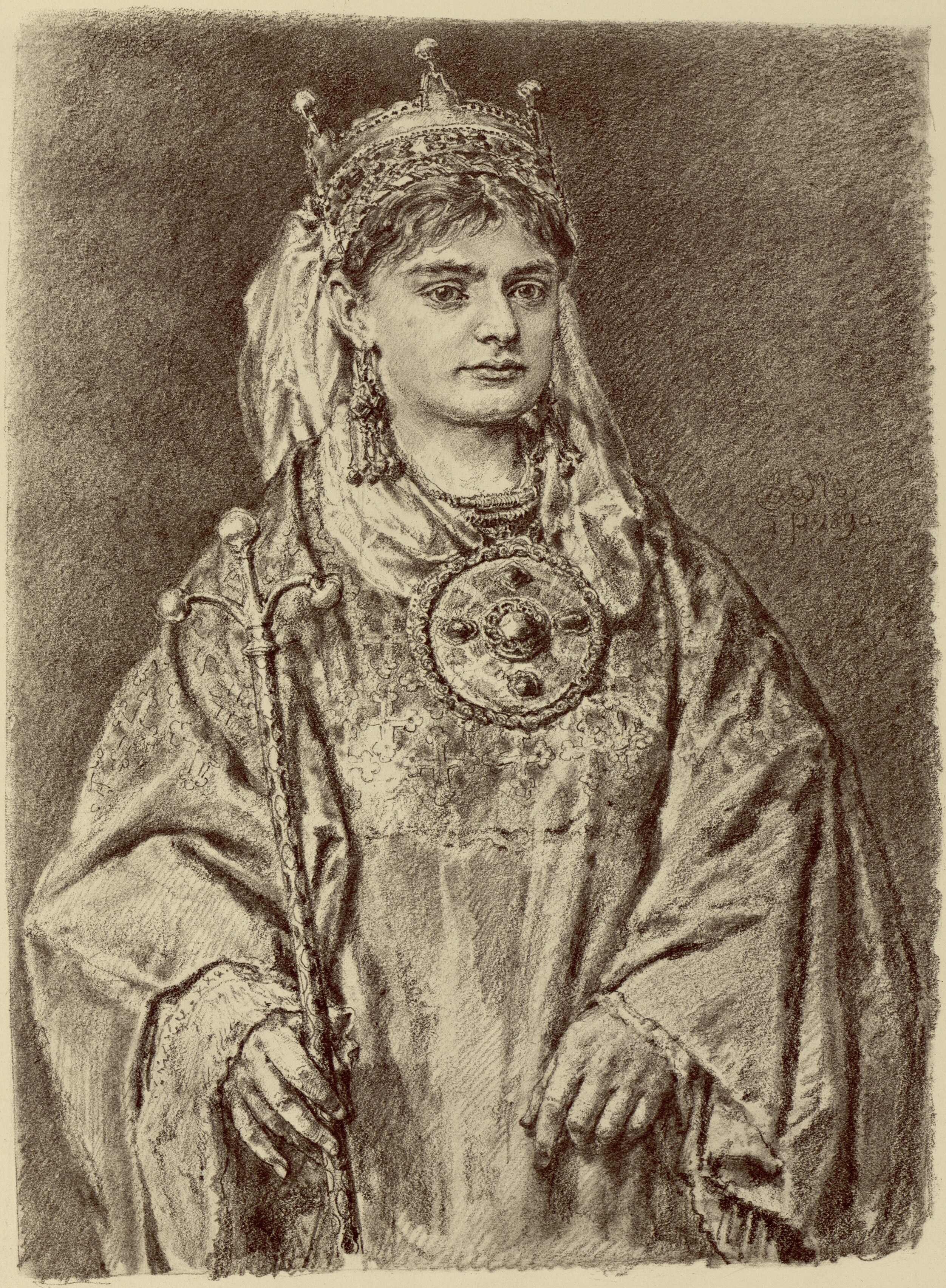
Richezza de Lorraine

- Henri Ier Furiosus, son neveu, fils de Hezzelin Ier, comte palatin de Lotharingie de 1045 à 1061. Il épousa en 1048 Mathilde de Verdun (1025-1060) fille du duc Gothelon Ier de Lotharingie, et sœur du pape Étienne IX. Il reçut le château de Cochem de sa nièce, la reine Richiza de Pologne, et fut élu successeur du royaume de Germanie durant la maladie d’Henri III. Le 17 juillet 1060, il massacra sa femme Mathilde à la hache après avoir appris sa liaison avec un de ses proches, et fut ensuite enfermé à l’abbaye d'Echternach, où il mourut en 1061. Sa fonction et ses comtés furent administrés par l’archevêque Annon II de Cologne, jusqu'à la majorité de son fils Hermann II (1064-1085);
- Hermann II, son fils, comte en Ruhrgau et Zulpichgau, et comte de Brabant. Il est le dernier comte palatin de Lotharingie de la dynastie des Ezzonides, de 1061 à 1085 : il fut tué en duel par Albert III de Namur. Sa veuve épousa Henri II de Laach, comte en Mayfeldgau, qui devint le premier comte palatin du Rhin en 1085/1087.

Le plus jeune fils de Hermann Ier de Lotharingie, Adolphe Ier donna naissance à la dynastie des comtes de Berg, dont les comtes de Limburg Stirum sont les descendants directs.

## Autres membres illustres de la dynastie
- Richenza de Lotharingie, reine de Pologne (sainte Richenza, dont la fête est célébrée par l'Église catholique le 21 mars), femme de Mieszko II Lambert.
- Conrad Ier, duc de Bavière, héritier d'Henri III du Saint-Empire, empereur germanique. Il mourut en exil après avoir tenté d'assassiner l'empereur pour s'emparer du trône.
- Conrad III de Carinthie, duc de Carinthie fils de  Hezzelin Ier ;
- Hermann II, archevêque de Cologne et chancelier impérial pour l'Italie.

## Pour approfondir